# Churi
Churi là một census town ở quận Ranchi ở bang Jharkhand, Ấn Độ.

## Dân số
Theo cuộc điều tra dân số năm 2001 của Ấn Độ,India Churi có một dân số 25.075 người. Nam giới chiếm 55% dân số và nữ giới chiếm 45% dân số. Churi có một tỷ lệ biết chữ là 66%, cao hơn mức trung bình của quốc gia là 59,5%; với 76% đàn ông biết chữ và 54% phụ nữ biết chữ. 15% dân số dưới 6 tuổi.